# Réduction de Birch
Pour les articles homonymes, voir Birch.
La réduction de Birch est une réduction organique d'un noyau aromatique par un métal dans l'ammoniac liquide découverte par Arthur Birch. Le métal est généralement du sodium mais peut être du lithium ou du potassium. Le produit de réaction est le 1,4-cyclohexadiène dans le cas du benzène. Les atomes d'hydrogène sont fournis par un alcool comme l'éthanol ou le tert-butanol. Le sodium dans l'ammoniac liquide donne une couleur bleu intense.

## Mécanisme
La première étape d'une réduction de Birch est une réduction du premier électron du noyau aromatique.
Le sodium est oxydé en ion sodium Na+. Cet intermédiaire est capable de dimériser en un dianion. En présence d’un alcool, le second intermédiaire est un radical, qui capte un autre électron pour former un carbanion. Ce carbanion capte un autre proton de l’alcool pour former le cyclohexadiène. En présence d'un halogénure d'alkyle, le carbanion peut aussi entrer dans une substitution nucléophile avec formation de liaison carbone-carbone. Dans les aromatiques substitués, un capteur d'électron comme un acide carboxylique stabilise le carbanion et l'oléfine la moins substituée est formée. Avec un donneur d’électron, le résultat est opposé.

## Régio-sélectivité
D'un point de vue général, la réduction de Birch mène quasi-systématiquement au diène non-conjugué. Kürti et Czakó rapportent cependant au moins un cas contraire.
L'étape cinétiquement déterminante étant l'addition de proton à partir de l'alcool, c'est la densité de charges à cette étape qui fixe la régiosélectivité dans le cas d'un cycle substitué. Lorsque le cycle benzénique est porteur d'un groupe électrodonneur, celui-ci va se retrouver en ortho du premier carbone protoné. Lorsque le cycle benzénique est porteur d'un groupe électroattracteur, celui-ci va se retrouver en para du premier carbone protoné.

## Utilisation
La réaction de Birch est couramment utilisé en synthèse organique, étant l'une des seules façons aisées d'obtenir des diènes cycliques non-conjugués.

## Réaction apparentées
La réduction de Bouveault et Blanc présente de grandes similitudes mécanistiques avec la réduction de Birch.
La réduction de Benkeser (en) est une modification de la réduction de Birch.